# 戈蒂埃六世·德布里耶纳
戈蒂埃六世·德布里耶纳，或译作戈蒂埃六世·德布里耶纳（法語： 1304年—1356年9月19日）法国贵族、十字军人物，法蘭西王室統帥，布里耶纳伯爵、孔韦尔萨诺伯爵、莱切伯爵，名义上的雅典公爵，出身布里耶纳家族，曾统治过佛罗伦萨。1356年普瓦捷战役时战死。